# Segaran (Gedangan)
Segaran is een bestuurslaag in het regentschap Malang van de provincie Oost-Java, Indonesië. Segaran telt 6895 inwoners (volkstelling 2010).